# 22281 Popescu
22281 Popescu este un asteroid din centura principală, descoperit la 14 august 1985 de astronomul american E. Bowell, la Anderson Mesa.
La descoperire astroidul a primit denumirea provizorie de 1985 PC.

## Denumirea asteroidului
La 12 iunie 2014 asteroidul a primit numele în onoarea astronomului român Marcel Popescu, care activează la Institutul Astronomic al Academiei Române.

## Caracteristici
Asteroidul 22281 Popescu are perioada de revoluție de 3,36 de ani, iar diametrul său este cuprins între 3 km și 12 km.
Prezintă o orbită caracterizată de o semiaxă majoră egală cu 2,2419728 u.a. și de o excentricitate de 0,1106877, înclinată cu 3,22842° față de ecliptică.